# Многоголосый пересмешник
Многоголо́сый пересме́шник, или североамерика́нский пе́вчий пересме́шник (лат. Mimus polyglottos), — певчая птица семейства пересмешниковых (Mimidae).

## Описание
Многоголосый пересмешник достигает длины 20,5—28 см и массы от 40 до 58 г. Размах крыльев 31—38 см. Оперение спины серое, тёмные крылья с белыми полосами, длинный чёрный хвост с белыми внешними перьями. Тонкий, чёрный клюв слегка изогнут вниз.

## Распространение
Область распространения простирается с юга Канады через США до Мексики и Карибского моря, но наиболее часто вид встречается на территории от Флориды до Техаса. Вид живёт в разных жизненных пространствах, таких как открытые поляны, полупустыни, леса, поля и культурные ландшафты.

## Образ жизни
Долгое, сложное и громкое пение многоголосого пересмешника, который подражает также голосам и звукам других животных, а также искусственным шумам, можно слышать целый день до ночи. В репертуаре самца от 50 до 200 песен.
Свою пищу, к которой принадлежат беспозвоночные, семена и другие плоды, он ищет на земле. В поисках корма птица часто широко расставляет свои крылья, показывая белые пятна на них. Такое поведение служит либо для защиты территории, либо для вспугивания добычи.
Птица считается смелой и агрессивной. Она бурно защищает гнездовой участок, иногда специальным кличем созывая сородичей на помощь, чтобы сообща прогнать крупных хищников.

## Размножение
Многоголосый пересмешник строит из веток чашеобразное гнездо на нижних ветвях в густом кустарнике в открытом ландшафте. Кладку из 2—6 яиц высиживает только самка 12—13 дней. В возрасте от 9 до 12 дней молодые птицы становятся самостоятельными.

## В культуре
Многоголосый пересмешник является национальной птицей Арканзаса, Флориды, Миссисипи, Теннесси и Техаса. Эта типичная для южных штатов США птица появилась в заголовке романа американской писательницы Харпер Ли «Убить пересмешника».
В колыбельной песне «Hush little Baby» первое, что обещают подарить ребёнку, — это многоголосый пересмешник. Американский рэпер Эминем использовал эту мелодию в качестве семпла для песни, которую он назвал «Mockingbird» (английское название птицы). У британской рок-группы Barclay James Harvest также есть песня с названием «Mockingbird».